# Cultura gauchesca

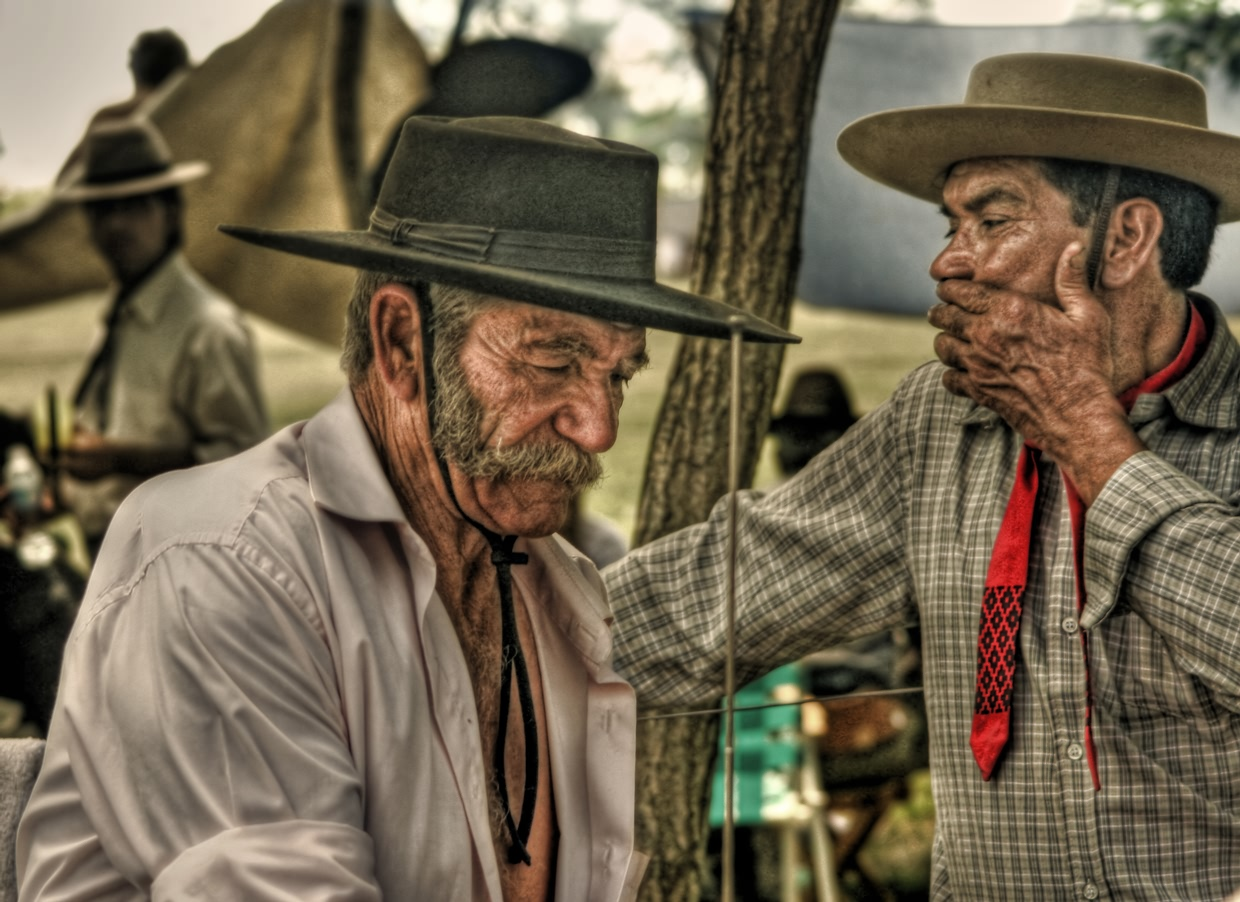
Los gauchos, de José María Pérez Núñez.

La cultura gauchesca o cultura gaucha es el conjunto de saberes, artes, herramientas, gastronomía, tradiciones y costumbres que tienen como referente al gaucho. Geográficamente, se encuentra extendida por una región de Sudamérica que abarca gran parte del territorio de Argentina, todo Uruguay, el estado brasileño de Río Grande del Sur y las regiones chilenas de Los Lagos (provincia de Palena), Aysén y Magallanes.
La cultura gauchesca ha dado lugar a estilos y formas de expresión muy definidas en la música, la literatura (literatura gauchesca) y el teatro. Algunos de sus componentes principales están relacionados con la importancia de la vida rural de llanura, el caballo, la guitarra, el mate y la carne vacuna, así los valores de la solidaridad, la lealtad, la hospitalidad y la valentía.

## El gaucho y la región gaucha
El gaucho es un tipo de campesino característico de una región de Sudamérica que abarca todo el territorio de Argentina, Uruguay, Paraguay, los estados de Paraná, Río Grande del Sur y Santa Catarina en la región sur de Brasil, el sur y sudeste de Bolivia (los departamentos de Potosí, Tarija, Chuquisaca y la provincia Cordillera de Santa Cruz) y la zona austral de Chile (la provincia de Palena y las regiones de Aysén y Magallanes).

## Reseña histórica
Aparecido en el siglo XVII, durante las colonizaciones española y portuguesa de esas regiones, adquirió identidad propia a partir del tipo especial de trabajo rural ganadero que se desarrolló allí, debido a la multiplicación de los animales vacunos en estado salvaje, hecho que permitió un amplio grado de libertad para esos trabajadores que desaparecieron a fines del siglo XIX.

## Características
La cultura rural gaucha y gauchesca. El caballo. La carne vacuna. El cuero. La guitarra. La soledad. La vivienda (por ejemplo el rancho). La familia. La estancia. El trabajo. El facón. Incluye tanto las artes llevadas a cabo por el gaucho:
- la música folclórica de la mayor parte del Cono Sur
- la payada
- la tradición oral
- el trabajo del cuero guasquería o talabartería y textiles en telar

así como también aquellas inspiradas en él, que además de las ya mencionadas incluyen:
- la literatura
- la pintura
- el teatro
- el cine

Algunas de estas artes le son póstumas al gaucho del  siglo XIX. 
El gaucho  del  siglo XIX mayormente analfabeto  inspiró la literatura culta desde su tradición oral, e inspiró la pintura a pesar de prácticamente desconocerla, así como el teatro y obviamente el cine y también la fotografía cuyos requerimientos tecnológicos le eran sumamente ajenos o lejanos.

## Vestimenta y afines (las pilchas y los avíos)

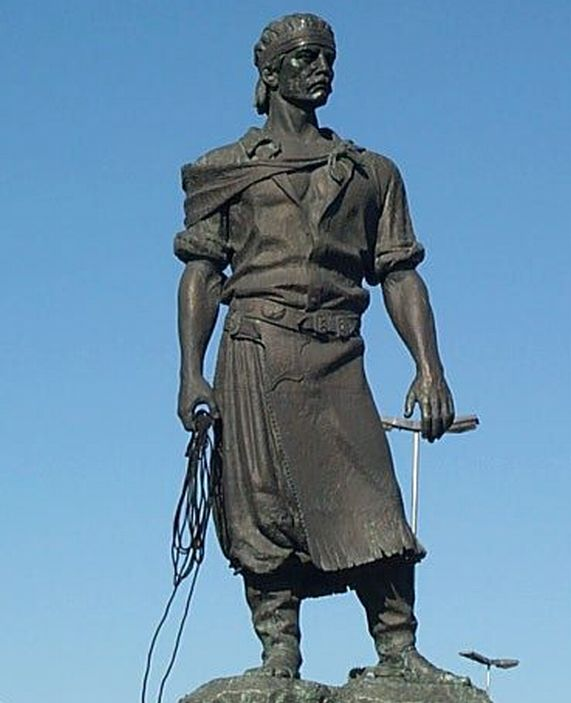
Estatua del lazador, símbolo oficial de la ciudad de Porto Alegre, Brasil, donde se aprecia un lazo. Obra de Antônio Caringi para la cual Paixão Côrtes sirvió de modelo en 1954.

Toda indumentaria de gaucho usualmente es llamada pilcha (tal palabra de origen indígena luego ha pasado a ser parte del lunfardo): la vestimenta típica del gaucho tiene la impronta de la de los jinetes andaluces a la que suma un poncho (gran capa talar o capote tipo manta con un tajo en el centro para pasar la cabeza), un facón (cuchillo de gran tamaño), un rebenque o talero y pantalones amplios que no son los actuales del hombre de campo, que se llaman bombachas, sino unos pantalones tipo pijama, llamados calzoncillos, sueltos abajo, que sostenidos con un cinturón con una faja de lana tejida y un ancho cinturón de cuero adornado a veces con monedas (llamado tirador o rastra -porque recuerda la rastra del arado) (véase más adelante rastra), quedan por debajo del "chiripá", lienzo atado a la cintura como un pañal, una de cuyas funciones era proteger del frío (el frío fue llamado muchas veces con la palabra quechua del mismo significado: "chiri"). El poncho, el chiripá y el mismo hábito de tomar mate, fueron tomados del "indio"; también de ellos tomó el gaucho una de sus más singulares armas: las boleadoras. El sombrero del gaucho era o bien el "chambergo" (sombrero alar), o bien el sombrero de panza de burro (un recorte circular de la panza de un burro que se ataba a un poste y se dejaba secar adquiriendo entonces la forma apropiada). 

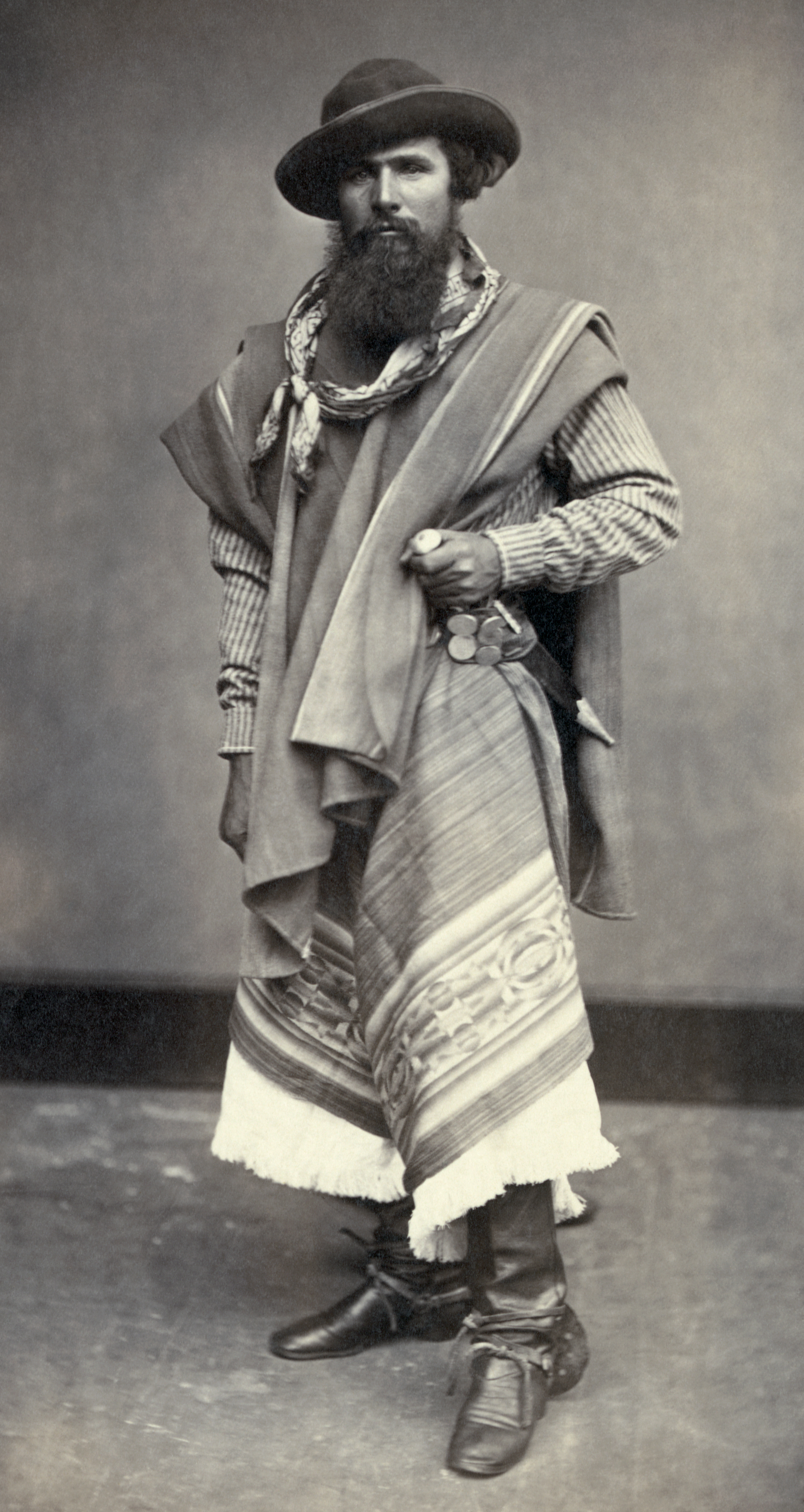
Gaucho argentino (ca. 1868).

La guitarra y el chambergo eran herencia de los conquistadores españoles. El gaucho solía montar con las llamadas "botas de potro", que no tenían tacones y eran abiertas en las puntas, de modo que los dedos de los pies quedaban descubiertos. Otro elemento típico de la indumentaria del gaucho son sus cinturones, los más conspicuos son llamados rastras y consisten en cinturones anchos de cuero blanco graneado, trabajado con alumbre. En los siglos XVII y XIX complementaban estas vestimentas cubriéndose la entrepierna con una lienzo a modo de pantalón recogido en la cintura llamado chiripá, al parecer originario del litoral argentino, que era sostenido con la rastra que se prendía con presillas diversas, a veces de metal de plata. De acuerdo con su condición económica o laboral, este adorno solía tener características lujosas, incluso con incrustaciones de monedas o figuras de plata y oro. Se cubrían el torso con el poncho, prenda originaria del norte argentino, muy común también en otras zonas de América, solían apreciarse los ponchos de vicuña muy abrigados al tiempo que livianos, los "ponchos pampas" (tejidos por los indígenas pampas, prácticamente impermebales a la lluvia), los "ponchos calamacos" tejidos principalmente en Santiago del Estero, los rojos ponchos salteños, los ponchos marrones muchas veces tejidos con pelo de panza de chulengo (cría de guanaco) etc., al poncho de uso habitual y desgastado se le llamaba en ciertas zonas "poncho soró". Las posteriores botas de cuero curtido y con tacones (botas fuertes) era un bien relativamente caro, aunque la mayoría de los gauchos ahorraba dinero para obtenerlas y lucirlas en las festividades patronales, fiestas patrias y en las danzas. A fines del siglo XIX las botas solían ser llamadas "botines patrios" ya que eran las mismas que usaban los soldados. Las botas del gaucho argentino norteño solían y suelen tener pliegues que recuerdan a un fuelle, es decir con la pierna de cuero "acordoneada", como manera de defensa del monte y de la eventual mordedura de serpientes. Tales botas se acompañan con espuelas, destacándose las grandes espuelas de plata llamadas "nazarenas" (así llamadas porque sus grandes aguijones recuerdan remotamente a la corona de espinas con la que, según los Evangelios, fue torturado Jesús quien procedía de Nazaret). Los adornos con apliques de metal (virolas), frecuentemente eran facturados con monedas de plata (patacones y rastras). Los ponchos y nazarenas o lloronas (por el ruido que hacían entre ellas)  suelen ser hasta el día de hoy verdaderas obras de arte, aunque en los trajines cotidianos el gaucho suele usar a modo de cinturón una faja de lana artísticamente tejida. 

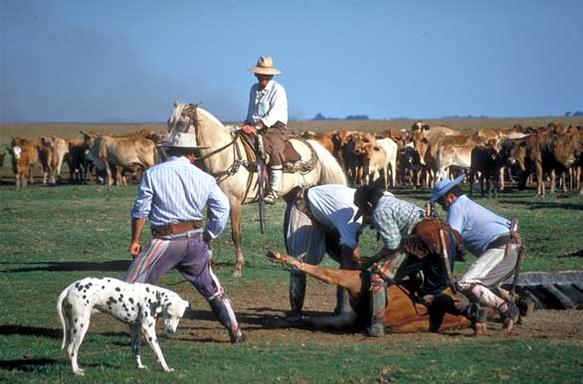
Trabajadores de campo con vestimenta gaucha durante la yerra en la provincia de Corrientes, Argentina.

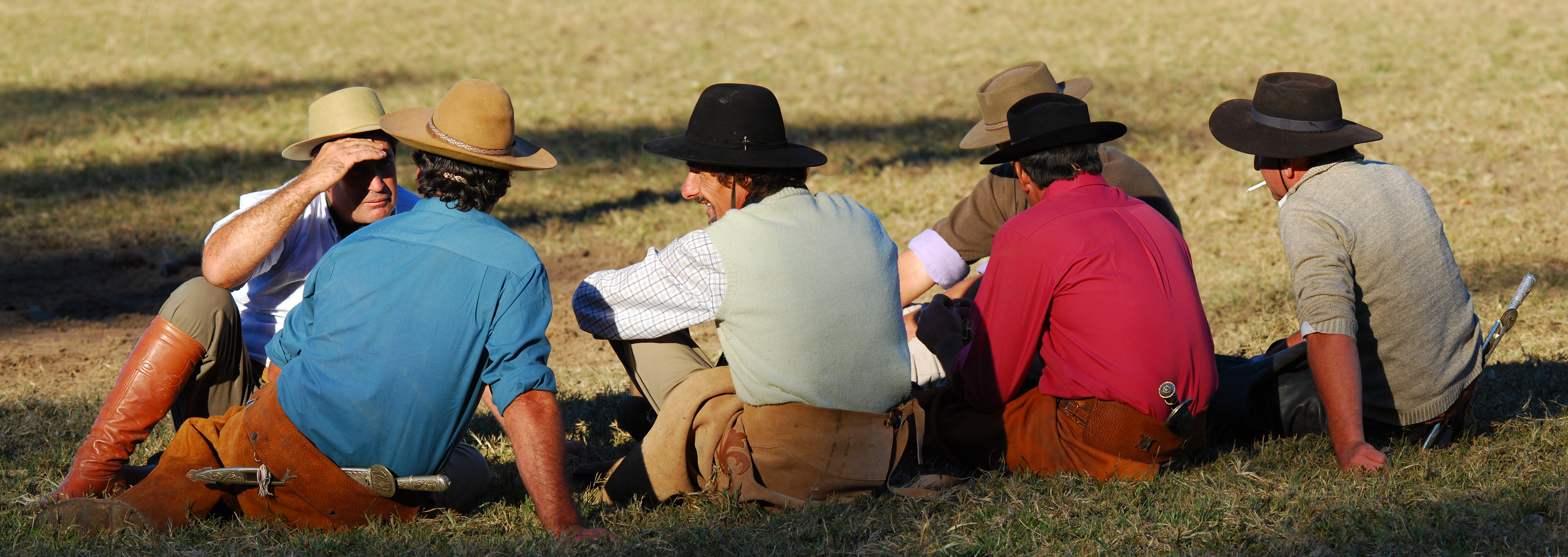
Vestimenta gaucha durante una fiesta o jineteada gaucha, si se amplia la foto se pueden ver en detalle los típicos facones (foto tomada en la Fiesta Criolla de la Rural del Prado, Montevideo, Uruguay).

Pese a que existe un estilo de vestimenta gaucha que trasciende al tiempo (ya que es ropa de jinete preparada para duros trajines rurales), se puede decir que han existido modas durante los siglos: hasta aproximadamente los 1860 el gaucho usaba casi siempre la bota de potro, "calzoncillos" o leones (especie de pantalones que solían tener bordados rústicos llamados crivados en la parte del tobillo), sobre los "calzoncillos" el chiripá, una camisa holgada, una pañoleta que además del cuello cubría también la cabeza y sobre la pañoleta un estrecho sombrero de cuero llamado panza de burro, en las partes septentrionales (NEA, Paraguay, Río Grande del Sur, NOA, Tarija y Chuquisaca fue y suele ser más común el uso de chambergos de grandes "alas" para cubrir mejor la cabeza ante el Sol), hacia los referidos años 1860 se produce un gran cambio: como rezagos de la Guerra de Crimea llegaron al área rioplatense gran cantidad de pantalones bombachos que habían sido tejidos en gran cantidad en las fábricas de Europa para los regimientos de zuavos (los zuavos llamaban a estos pantalones "seruel") que participaron en dicha guerra, vendidos a muy bajo precio pasaron a ser indumentaria común de los gauchos (estos pantalones pese a su tela delgada crean una buena aislación térmica y se pliegan fácilmente cuando se marcha por terrenos accidentados o cubiertos de altas hierbas), un tipo de pantalón bombacho de tela rústica por su color grisáceo algo moteado pasó a ser llamado "bataraz". La fuerte inmigración vasca ocurrida en la segunda mitad del siglo XIX y primera mitad del siglo XX difundió el uso de la boina y las alpargatas entre los gauchos (particularmente en la zona de la Pampa Húmeda), en el siglo XX y a principios de siglo XXI es frecuente el uso de un chambergo oscuro de alas medianas, semejante al sombrero de los huasos. Es de hacer notar que la bombacha, el pantalón usado hoy en día, es una prenda introducida luego de la guerra de Crimea en la que Inglaterra fabricó cientos de miles de estas prendas para los turcos (es una prenda turca, una babucha, precisamente) y como quedó sobrante, aprovechó de su influencia económica en el Río de la Plata para introducirla allí, sustituyendo entonces al calzoncillo y al chiripá.
Entre los "avíos" o equipos básicos del gaucho han estado y están las sillas de montar de diversas formas; estas sillas son usadas principalmente en zonas montañosas existiendo variaciones regionales de las mismas acorde al terreno y clima, en los suelos relativamente llanos las sillas de montar gauchas eran de arzones bajos; los arzones prácticamente desaparecieron en la década de 1870 quedando expuesto el par de chorizos que unidos con lonjas de cuero se ajustan al lomo del caballo, también para ese entonces surge el recado de bastos y bastos de sogas, en las zonas llanas como la pampeana es más frecuente el apero que en lugar de una silla propiamente dicha consta de diversos cobertores plegados y sobrepuestos encima del lomo de la cabalgadura, de arriba hacia abajo, son: el cinchón o sobrecincha o pegual, el sobrepuesto, el cojinillo, la cincha ancha con encimera y correones de los que cuelgan los estribos largos, los bastos o pomillos, grandes caronas lisas, la jerga o matra, la sudadera o bajera. Cuando el gaucho se pone a dormir de noche a la intemperie parte de esos cobertores le sirve de rústica colchoneta y parte de cobija. Los arreos, riendas, cabezadas y tiradores, con que monta su caballo suelen ser de cuero preferentemente de yeguarizo trenzado con algunos adornos o partes necesariamente metálicas -como el freno para tascar al caballo- (en lo posible de plata), los estribos también varían aunque suelen ser elaborados con maderas duras labradas: unos son circulares, otros recuerdan las puntas de zuecos, más modernamente se utilizan estribos de metal.
Es de notar que la forma de andar a caballo típicamente gaucha reúne elementos del montar a la jineta procedentes de Noráfrica y montar a la brida que tiene procedencias centroasiáticas y centroeuropeas, el freno corresponde al modo brida, el estribo largo, el caballo es dirigido como en el modo jineta con ambas riendas sin embargo como en la brida predomina la mano más baja.
En las zonas donde abundan las plantas espinosas (por ejemplo zonas del Chaco y del Noroeste) los gauchos añaden a las sillas de montar grandes cueros que les resguardan las piernas cuando galopan, tales cueros se llaman "guardamontes"; en zonas húmedas donde puedan acechar serpientes utilizan unas especies de polainas, o mejor dicho, grebas de cuero grueso que cubren gran parte de las piernas (esto se observa mucho en la provincia de Corrientes y en Paraguay).
Aunque los gauchos solían y suelen usar armas de fuego (por ejemplo a inicios de siglo XIX los llamados trabucos naranjeros llamados así porque su caño a la salida se abría en un embudo del diámetro de una naranja promedio) sus armas preferidas han sido las armas blancas, entre las que se destaca el gran cuchillo llamado facón (en la Banda Oriental y en Río Grande, zonas muy militarizadas también se hizo bastante común el sable), el facón no es solo un arma sino casi una herramienta que ayuda en varios menesteres, al facón se sumó -aún con más características de herramienta de supervivencia el verijero.

## El arte gaucho
El gaucho se destacó en el trabajo del cuero y el metal, el arte decorativo y textil, así es la guasquería, la platería criolla, el tallado de madera y hueso, el cribado y los tejidos.

## La tradición oral
La tradición oral ha sido un elemento prioritario en la perpetuación de las costumbres de los gauchos a través de historias y leyendas que se transmitían por medio de relatos, canciones y recitados. Estos plasmaban las vivencias, los mitos y las creencias propios de su cultura. Por mencionar algunos: la creencia en el Luisón, la luz mala, el mal de ojo, el empacho, el Mandinga y el Gualicho, la medicina con yuyos, el Gauchito Gil, la historia de Dionisio Díaz, los matreros y La llorona.

## Danzas y músicas gauchescas
Aunque acaso sea bastante accesoria en la vida del genuino gaucho, para quienes no son gauchos, el ejemplo más difundido de lo gauchesco (al menos durante el siglo XX y lo que va del presente siglo XXI) es la música -y las danzas que acompañan a gran parte de las músicas gauchas-; es decir: para muchos no gauchos lo gaucho casi se reduce a la imagen de un jinete del Cono Sur y a sus músicas y danzas. 
Malambo, milongas, payadas, zambas, chacareras, vidalitas, chamamés, cuecas, bailecito, copla, chamarritas, etc.

## Gastronomía gauchesca

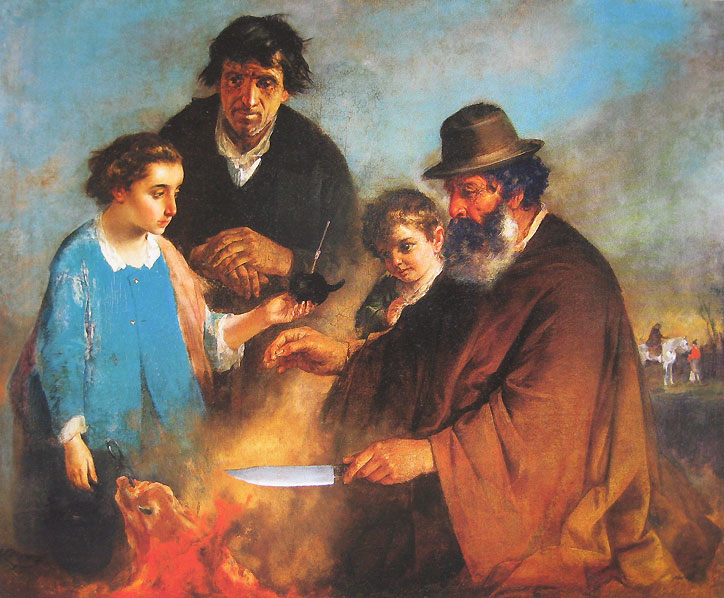
El asado (1888), pintura realizada por Ignacio Manzoni en la cual se observa a un gaucho repartiendo el asado, mientras toman mate a su alrededor.

El principal componente de la dieta de un gaucho estaba compuesta principalmente por carne, siendo la principal la carne vacuna. Un conocido refrán hernandiano reza que Todo bicho que camina va a parar al asador, usado por el viejo Vizcacha en sus enseñanzas al segundo hijo de Fierro, en el libro La vuelta de Martín Fierro. Esta frase gauchesca da la idea de que todo animal que ande puede ser comido, ya sea chancho, oveja, pollo, conejo o pescado, 
aunque tan sólo en casos de extrema necesidad, un gaucho se rebajaba a comer carne de caballo, de perro o de gato doméstico.
Un típico asado gaucho, consistía en costillar de  vacuno (o de chivo o de oveja) asado a la cruz y el  matambre de la vaca, asado al rescoldo. Sin embargo, los alones de nandú asados, eran considerados un manjar por parte de los gauchos.
El asado es la costumbre gaucha más extendida, históricamente hecho "a la cruz", esto es, con las porciones de carne colgadas en un asador de hierro con forma de cruz que se clava en la tierra alrededor de un fogón de leña. El asado suele estar acompañado por las achuras  (morcilla, chorizo, riñón, mollejas, chinchulines). Se comía de pie, cortando y repartiendo la carne con el facón, mientras se acompañaba con pan, sin sacar del fuego la carne.
Otras comidas usuales de los gauchos de Argentina incluyen las empanadas, el locro, la humita, el arrope o los diferentes pucheros.
En Uruguay además de empanadas y puchero, la gastronomía gaucha incorpora elementos como el charque, la fariña, el pirón, el gofio, el dulce de zapallo, el dulce de membrillo, las tortas fritas, los pasteles, la galleta de campaña, la rosca de chicharrones, el ensopado, el matambre relleno y también feijoada en la frontera.
Los gauchos acostumbran beber mate, un té hecho de las hojas del árbol de yerba, como infusión no alcohólica y, como bebidas alcohólicas, en forma relativamente moderada: vinos, caña y más raramente ginebra. Estos eran consumidos para acompañar las comidas o en las reuniones en las pulperías. Hoy en día se siguen comiendo y bebiendo estos alimentos propios de esa época.

## Juegos y deportes gauchescos
Entre los juegos y deportes gauchescos se encuentran por ejemplo "la jineteada" que consiste en aguantar sobre el lomo del potro o "bagual" durante un período de 6 segundos hasta que suena la campana y sale a buscarlo el apadrinador.
Otro deporte también practicado es "el pato" en el cual juegan 8 jinetes que montan caballos criollos  y consiste en la disputa de una especie de pelota con 6 asas de cuero, la cual debe ser arrojada a través de un aro.
También se juega a "la taba" en el que se enfrentan 2 jugadores. La "cancha" (es decir, el espacio llano de juego), llamada "queso" consiste en un espacio con una línea transversal, en la que los jugadores se paran a 6 metros aproximadamente de cada lado. De esta manera arrojan la taba (hueso astrágalo del vacuno, generalmente enchapado en sus lados) y debe pasar la línea hacia el lado contrario.

La taba puede caer en tres posiciones: Si cae con la parte lisa hacia arriba llamada "suerte" el tiro es ganador, si cae la parte hueca hacia arriba llamada "culo" el tiro es perdedor. La tercera forma en la que puede caer es vertical que se llama "pinino" ganadora y en las apuestas vale más.
El truco, las carreras cuadreras, la corrida de sortija, la doma, el juego de cañas, la visteada (cuyo gerundio es vistiando) simulacro de duelo criollo en el cual los facones son substituidos por segmentos de cañas tiznadas, la cogoteada, la maroma, y la captura mediante boleadoras y lazo desde el caballo. En el siglo XX han aparecido juegos gauchescos como la polka de la silla, el rastrín y el juego de los tachos.

## Literatura gauchesca
La literatura gauchesca  es un género propio,  utiliza el lenguaje del gaucho y suele contar su manera de vivir. Se caracteriza principalmente por tener al gaucho como personaje principal, y trascurrir las acciones en espacios abiertos y no urbanizados (como la región pampeana [«la pampa»]  argentina). Es importante destacar que, más allá de que este género tiene como eje principal al gaucho, generalmente es usado por escritores de alto nivel socioeconómico, ya que el gaucho era mayormente analfabeto. Esta literatura presenta descripciones de la vida campesina y sus costumbres, así como de los personajes sociales de ese entonces: indios, mestizos, negros y "gringos" (gringo  significa en el habla criolla gaucha al europeo o eurodescendiente no argentino-uruguayo y tampoco español), entre otros. Suele haber una exaltación de lo folclórico  y lo cultural en general, y se emplea como protesta y para realizar una crítica  social. En la forma y el lenguaje, se distingue por el empleo abundante de metáforas, comparaciones, neologismos, arcaísmos (por ej. viola, vigüela -en los dos casos precedentes para aludir a la guitarra-, dende etc.) y términos aborígenes. Suele haber poco uso de sinónimos, y predomina el monólogo sobre el diálogo.
La literatura gauchesca como tal se inicia definidamente en el siglo XIX con autores como Bartolomé Hidalgo, Hilario Ascasubi, Estanislao del Campo  y el descollante José Hernández. Estos autores para escribir sus obras literarias frecuentemente recurrieron (tal cual lo ha hecho notar el docto tucumano Ricardo Rojas) a una métrica  típicamente gaucha; la de los versos en octosílabos. Esa es la métrica del payador que resulta perfecta para transmitir las más profundas emociones improvisando, esa es entonces la métrica del Martín Fierro calificado como «La Biblia Gaucha» por el cordobés Leopoldo Lugones  mientras que el porteño con madre orientala Jorge Luis Borges  ha considerado que el Martín Fierro es el libro más perdurable de los argentinos. Por su parte el antropólogo Rodolfo Kusch  analiza a la típica obra literaria gauchesca como es el caso del Martín Fierro y nota que es una apelación numénica a la naturaleza y a la memoria para persistir dignamente en el tiempo, en la historia.

En cuanto al porteño citadino Estanislao del Campo quien  haciéndose el gauchesco llegó a usar como seudónimo el de "Anastasio el Pollo", su obra más importante, aunque no carece de méritos, es una vista porteña burguesa con pretensiones de "sátira" en la que se intenta ridiculizar a los gauchos; tal obra se titula Fausto, Impresiones del gaucho Anastasio el Pollo en la representación de la Ópera (más comúnmente se la conoce como "El Fausto de Estanislao del Campo").

## Lo gauchesco en artes plásticas y música culta
En artes plásticas, especialmente en la pintura costumbrista, se destacan autores que retratan la vida gaucha, entre ellos el oriental Pedro Figari y el argentino Florencio Molina Campos; entre los muchos compositores de música culta que se han aproximado a la gauchesca cabe mencionar a Gilardo Gilardi (por ejemplo en su opus humorada sinfónica  por él titulada «El gaucho con botas nuevas» que pese a su título es una obra más próxima al Grupo Renovación que a su precedente nacionalismo musical argentino).
En la pintura destacan artistas cómo Juan Manuel Blanes, así como Zorrila de San Martín y José Belloni en la escultura.

## Teatro
A fines de siglo XIX e inicios de siglo XX el gaucho y lo gauchesco tomaron notoria relevancia en el teatro de público popular en Argentina, Uruguay y la Región Sur. A fines de siglo XIX (y esto hasta casi 1950) se hizo popular el teatro rural basado en temas de la literatura gauchesca, concatenado a esto también se hicieron populares los sainetes, en los cuales fue pionero el músico, cantor y actor hispano-argentino Santiago Ramos con su obra “El gaucho de Buenos Aires” (fecit: 1857). Entre otros escritores que dedicaron parte de su obra a la dramaturgia se encuentran los que dedicaron obras teatrales al real pero casi mítico gaucho bonaerense Juan Moreira, o al gaucho nicoleño apodado maliciosamente Hormiga Negra; muchas de las obras teatrales gauchescas eran representadas itinerariamente de pueblo en pueblo por gran parte de las también grandes extensiones del Cono Sur o por los representantes del Circo criollo (en esa época y en la región la palabra circo no solo se refería a las representaciones de diversión humorística sino que incluían representaciones serias e incluso trágicas de historias gauchas. En esto se incluye al "circo criollo" de los Hermanos Podestá).

## Cine
Entre las primeras películas filmadas en Argentina se encuentra una filmada en 1915 que presenta las vicisitudes y los valores de la gente gaucha de ese tiempo, se trata de Nobleza gaucha; de 1923 es El último centauro que narra la historia de Juan Moreira. Años luego, en 1937, se filmó también en Argentina una remake o nueva versión de  (Nobleza gaucha). En esos mismos tiempos pero en Estados Unidos Rodolfo Valentino interpretaba muy a lo Hollywood algunos personajes gauchos (que por ser en filmes a lo Hollywood aparecían con curiosas ropas, por ejemplo sombreros alares con borlas típicos del baile flamenco andaluz).
También para esas épocas Carlos Gardel protagonizaba películas en las cuales interpretaba a gauchos cantores.
En 1942 se reanuda la serie de filmografía con temática gaucha precisamente al estrenarse La guerra gaucha basada en un libro del cordobés Leopoldo Lugones y dirigida por Lucas Demare, en 1945 sobresale Pampa bárbara basada en la obra escrita por Homero Manzi (santiagueño con orígenes italianos que llegó a ser uno de los grandes poetas "porteños")  y Ulyses Petit de Murat. También en 1942 se estrenó ¡Gaucho! película en blanco y negro, dirigida por Leopoldo Torres Ríos según su propio guion basado en el sainete homónimo del entrerriano Claudio Martínez Payva.
Una película estadounidense que señala el interés que podía despertar en un público habituado a la industria del cine hollywudense es El camino del gaucho (en inglés Way of a Gaucho) del año 1952 protagonizada por Gene Tierney y Rory Calhoun llena de estereotipos.
En 1963, a partir de las historietas de Walter Ciocca se filma Lindor Covas el cimarrón dirigida por Carlos Cores siguiendo un argumento del mismo Ciocca. En 1966 se filmó una nueva versión de Pampa bárbara  con el nombre de Pampa salvaje.
Otras películas a destacar (aunque ninguna de ellas, pese a las buenas intenciones y pese a basarse en libros capitales de la cultura gauchesca,  llega a plasmar netamente el genuino carácter gauchesco) son la Martín Fierro de 1968 y la  Don Segundo Sombra de 1969, quizás el leve defecto de esas dignas películas es que están realizadas e interpretadas con una mirada evidentemente urbana y porteña de lo gaucho (por ejemplo con una leve pero cierta fotografía de postal que crea una no buscada  otstranenie o extrañamiento -de ningún modo con el brejtiano efecto de distanciamiento-  ya que los autores de estas películas buscaban todo lo contrario a un extrañamiento y menos aún un distanciamiento sino que intentaban la identificación del público urbano en la diégesis pero, ese par de películas no lograba una identificación con el público masivo de las ciudades argentinas  -ya en ese entonces más afecto a las bebidas cola o al whisky que al mate-  pese  a que esas dos películas buscaban representar lo gaucho en sí-mismo o en su esencia).
En 1973 se destacó el film Juan Moreira bajo la genial dirección del mendocino con orígenes libaneses y criollos Leonardo Favio.
En la primera década del presente siglo se destaca la película de dibujo animado basada en la obra de José Hernández retratada por el rosarino Roberto Fontanarrosa: Martín Fierro: la película (2007), ya al finalizar la primera década del siglo XXI y basada en una novela del mendocino con orígenes italianos  Antonio Di Benedetto se destaca Aballay (2010).